# Стефан Маляр
Стефа́н Ма́ляр (Теребельський; (роки народження і смерті невідомі) — український живописець XVIII століття.
У 1779 році виконав настінні розписи в церкві святої Параскеви в селі Олександрівні (тепер Хустського району Закарпатської області).